# Lepidodactylus aureolineatus
Lepidodactylus aureolineatus är en ödleart som beskrevs av  Taylor 1915. Lepidodactylus aureolineatus ingår i släktet Lepidodactylus och familjen geckoödlor. IUCN kategoriserar arten globalt som livskraftig. Inga underarter finns listade i Catalogue of Life.